# 夢幻華紋
夢幻華紋（むげんかもん）は、ニューエイジ・ミュージック、ヒーリング・ミュージック、環境音楽、紀行番組音楽の作曲家、シンセサイザー奏者の手使海ユトロが主宰する2011年、東日本大震災復興支援を目的に結成された器楽曲音楽ユニット。
メンバーは一部流動的ではあるが以下に記す8人【手使海ユトロ（シンセサイザー、プロデューサー、作編曲）、三橋貴風（尺八）、水川寿也（尺八）、外山香（二十弦箏）、伊丹雅博（ブズーキ、ウード）、國吉美織（シンセサイザー、トラックメイカー）、仙道さおり（パーカッション）、三宅まどか（竹マリンバ）】は固定メンバーである。手使海と三橋は横濱翠嵐高校の同期生である。
夢幻華紋から派生したスピンオフ音楽ユニット「奇喧禍悶」があり、2013年9月21日、南青山マンダラで初ライブを行なっている。メンバーは、手使海ユトロ（シンセサイザー）、伊丹雅博（ギター）、水川寿也（尺八）、高岡けいゆう（ギター）、熊本哲也（パーカッション）、三宅まどか（マリンバ）、catZmi（ボーカル）であった。

## コンサート
コンサートは現在までに5回行われている。
- 第1回／2011年7月1日　横浜市市民文化会館関内ホール大ホール
- 第2回／2012年5月6日　六本木STB139
- 第3回／2012年9月30日　横浜市市民文化会館関内ホール大ホール
- 第4回／2013年4月20日　横浜市市民文化会館関内ホール小ホール（リリース記念ライブ）
- 第5回／2013年9月14日　京都東寺音舞台（毎日放送番組収録）
- 第6回／2014年3月10日　Mt.RAINIER HALL SHIBUYA PLEASURE PLEASURE

## メンバー
第1回／2011年7月1日
- 手使海ユトロ／プロデューサー & シンセサイザー
- 三橋貴風／尺八
- 外山香／二十弦箏
- 吉良知彦（ZABADAK）／アコースティック・ギター
- 小峰公子（ZABADAK）／ボーカル、アコーディオン、パーカッション
- チ・ブルグッド／馬頭琴

第2回／2012年5月6日
- 手使海ユトロ／プロデューサー & シンセサイザー
- 三橋貴風／尺八
- 太田惠資／ヴァイオリン、コーネット・ヴァイオリン、エレクトリック・ヴァイオリン、Voice
- 外山香／二十弦箏
- 伊丹雅博／ブズーキ、ウード、マンドリンほか
- 吉良知彦（ZABADAK）／アコースティック・ギター
- 小峰公子（ZABADAK）／ボーカル、アコーディオン、パーカッション
- 吉田誠／ベース、チェロ
- 梯郁夫／パーカッション

第3回／2012年9月30日
- 手使海ユトロ／プロデューサー & シンセサイザー
- 三橋貴風／尺八
- 水川寿也／2nd.尺八
- 外山香／二十弦箏
- 伊丹雅博／ブズーキ、ウード、マンドリンほか
- 國吉美織／シンセサイザー
- 大熊理津子／パーカッション
- 三宅まどか／竹マリンバ
- ゲスト：ホリ・ヒロシ／人形舞

第4回／2013年4月20日
- 手使海ユトロ／プロデューサー & シンセサイザー
- 三橋貴風／尺八
- 水川寿也／2nd.尺八
- 外山香／二十弦箏
- 伊丹雅博／ブズーキ、ウード、マンドリンほか
- 國吉美織／シンセサイザー
- 仙道さおり／パーカッション
- 三宅まどか／竹マリンバ
- catZmi／ボーカル

第5回／2013年9月14日（毎日放送番組収録）
エバ・マリー（ロシア）、福原美穂、華原朋美らとのジョイントライブ。
- 手使海ユトロ／プロデューサー & シンセサイザー
- 三橋貴風／尺八
- 水川寿也／2nd.尺八
- 外山香／二十弦箏
- 伊丹雅博／ブズーキ、ウード、マンドリンほか
- 國吉美織／シンセサイザー
- 仙道さおり・飯塚直／パーカッション
- 三宅まどか／竹マリンバ
- catZmi／ボーカル

## ディスコグラフィー
『夢海路（むかいじ）』／2013年4月17日リリース
- CD No.：XNYY10011
- 制作：Wai Wai MUSIC Inc.
- 販売：AVEX MARKETINGS Inc.
- 全作曲・編曲（特記以外）：手使海ユトロ

1. 星発星宿（ほしにたちほしにやどす）／Starlight Departure（6’05”）
2015年高野山空海メモリアル1200年奉納組曲『空海1200』序曲
2. 曙光／Dawn（5’09”）
3. 風たちとの出逢い／Come Across The Wind（5’03”）
毎日放送系「世界ウルルン滞在記」メインテーマ曲・新録
4. 月虹（げっか）／Moonbow（6’37”）
2012年環境省CoolShareキャンペーン、タイアップ曲
編曲：手使海ユトロ、國吉美織
5. 星港夜会（シンガポールやかい）／Singaporean Evening（4’08”）
6. 横濱トワイライト／Yokohama Twilight（5’18”）
7. 善悪の彼岸／Beyond Good and Evil（6’23”）
The inspiration was written by Nietzsche.
8. 神秘紀行／Mystery Tour（4’17”）
BS朝日「中国神秘紀行」メインテーマ曲・新録
9. 神の大地／Requiem for 3・11（4’18”）
2011年3・11東日本大震災鎮魂曲
10. 光を探して人は彷徨う（feat.catZmi）／Nomad Song（4’20”）
毎日放送系「世界ウルルン滞在記」メインテーマ曲／ヴォーカルヴァージョン
作詞：森雪之丞
11. 夢海路／Mukaiji（8’23”）
東日本大震災復興支援曲
タイトル：三橋貴風